# V Армейские международные игры
V Армейские международные игры «АрМИ-2019» проходили с 3 по 17 августа 2019 года. Конкурсы «АрМИ-2019» были организованы на территории 10 государств: Азербайджана, Армении, Белоруссии, Ирана, Индии, Казахстана, Китая, Монголии, России и Узбекистана. Министерство обороны России пригласило к участию в играх 2019 года 85 стран, 39 из них приняли приглашение. Прием заявок осуществлялся до 1 мая 2019 года.

## Участники

Государства участники игр 2019 года

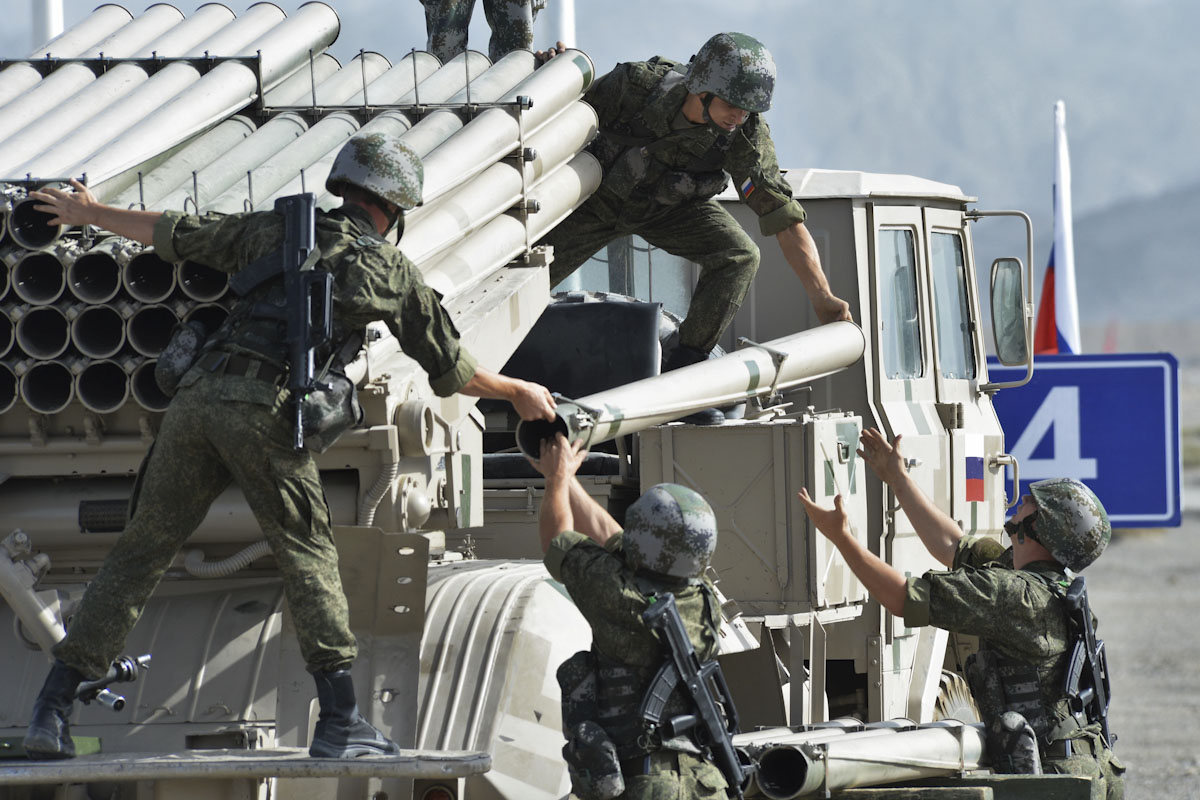
Сборка направляющих китайской РСЗО Тип 81 на конкурсе «Мастер-оружейник» на полигоне Корла в КНР. 9 августа 2019 года.

### Вооружённые силы, ранее участвовавшие на АрМИ
- Алжир
- Ангола
- Армения[6]
- Азербайджан[7]
- Бангладеш
- Беларусь[8]
- Венесуэла
- Вьетнам
- Египет
- Греция
- Зимбабве
- Израиль
- Индия
- Иран[9]
- Казахстан
- Китай
- Кыргызстан
- Кувейт
- Лаос
- Марокко
- Монголия
- Мьянма
- Пакистан[10]
- Россия
- Сербия
- Сирия
- Судан
- Таджикистан
- Уганда
- Узбекистан
- ЮАР

### Дебют
- Куба
- Иордания
- Камбоджа
- Мали
- Республика Конго
- Шри-Ланка

### Несостоявшийся дебют
- Швейцария

### Наблюдатели
- Бразилия
- Словения
- США
- Турция
- Франция

Примечание. Полужирным обозначены организаторы конкурса.

## Конкурсы
Число конкурсов по сравнению с IV Армейскими международными играми «АрМИ-2018» увеличилось на 4 и составило 32 конкурса. Ниже приведён полный список:
| Конкурс                           | Описание конкурса | Дата проведения | Место проведения конкурса                             | Количество стран | Участники конкурса | Призёры                                                                                       |
| --------------------------------- | --- | --------------- | ----------------------------------------------------- | ---------------- | --- | --------------------------------------------------------------------------------------------- |
| Танковый биатлон                  | Чемпионат мира среди танковых экипажей | 3 — 17 августа  | Московская область, полигон «Алабино»                 | 23               | Азербайджан · Ангола · Армения · Беларусь · Венесуэла · Вьетнам · Зимбабве · Иран · Казахстан · Китай · Кыргызстан · Куба · Кувейт · Лаос · Монголия · Мьянма · Россия · Сербия · Сирия · Судан · Таджикистан · Уганда · Узбекистан | Первый дивизион: Россия · Беларусь · Казахстан · Второй дивизион: Узбекистан · Вьетнам · Куба |
| Суворовский натиск                | Конкурс среди экипажей боевых машин пехоты | 3 — 17 августа  | Синьцзян-Уйгурский автономный район, Корла            | 6                | Беларусь · Венесуэла · Зимбабве · Иран · Китай · Россия | Китай · Россия · Иран                                                                         |
| Снайперский рубеж                 | Конкурс между снайперскими парами | 3 — 17 августа  | Брест                                                 | 21               | Азербайджан · Армения · Бангладеш · Беларусь · Венесуэла · Вьетнам · Зимбабве · Индия · Иран · Казахстан · Китай · Кыргызстан · Марокко · Монголия · Мьянма · Россия · Сирия · Сербия · Таджикистан · Узбекистан · Шри-Ланка        | Беларусь · Россия · Казахстан                                                                 |
| Безопасный маршрут                | Конкурс среди инженерных подразделений | 3 — 17 августа  | Тюмень                                                | 5                | Беларусь · Вьетнам · Кыргызстан · Россия · Узбекистан | Россия · Беларусь · Узбекистан · Вьетнам                                                      |
| Мастер-оружейник                  | Конкурс среди специалистов по ремонту ракетно-артиллерийского вооружения                                                                                             | 3 — 17 августа  | Синьцзян-Уйгурский автономный район, Корла            | 6                | Армения · Иран · Казахстан · Китай · Россия · Узбекистан | Китай · Россия · Казахстан                                                                    |
| Чистое небо                       | Конкурс между расчётами зенитных артиллерийских и зенитных ракетных подразделений                                                                                    | 3 — 17 августа  | Синьцзян-Уйгурский автономный район, Корла            | 7                | Беларусь · Венесуэла · Египет · Китай · Пакистан · Россия · Узбекистан | Китай · Россия · Узбекистан                                                                   |
| Отличники войсковой разведки      | Соревнование разведывательных отделений | 3 — 17 августа  | Раджастхан, Джайсалмер                                | 8                | Армения · Беларусь · Индия · Казахстан · Китай · Россия · Судан · Узбекистан | Индия · Узбекистан · Россия                                                                   |
| Инженерная формула                | Конкурс среди экипажей инженерных машин | 4 — 10 августа  | Тюмень, полигон «Андреевский»                         | 7                | Беларусь · Казахстан · Камбоджа · Китай · Лаос · Пакистан · Россия | Россия · Беларусь · Китай                                                                     |
| Безопасная среда                  | Конкурс среди экипажей радиационной, химической и биологической разведки войск РХБ защиты                                                                            | 3 — 17 августа  | Синьцзян-Уйгурский автономный район, Корла            | 5                | Армения · Вьетнам · Египет · Китай · Россия | Китай · Россия · Вьетнам                                                                      |
| Рембат                            | Конкурс среди экипажей танкотехнического обеспечения | 4 — 10 августа  | Омск                                                  | 5                | Венесуэла · Республика Конго · Лаос · Россия · Узбекистан | Россия · Узбекистан · Лаос                                                                    |
| Открытая вода                     | Конкурс среди понтонно-переправочных подразделений | 3 — 17 августа  | Владимирская область, Муром, полигон «Вантовый»       |                  | Россия |                                                                                               |
| Эльбрусское кольцо                | Соревнование между военнослужащими горных подразделений | 3 — 17 августа  | Кабардино-Балкарская Республика, Терскол              | 5                | Индия · Казахстан · Марокко · Россия · Узбекистан | Россия · Узбекистан · Казахстан                                                               |
| Верный друг                       | Конкурс среди специалистов служебного собаководства | 3 — 17 августа  | Московская область, Княжево                           | 5                | Алжир · Беларусь · Казахстан · Россия · Узбекистан | Россия · Беларусь · Узбекистан · Казахстан                                                    |
| Военно-медицинская эстафета       | Конкурс для военнослужащих на воинских должностях среднего медицинского персонала и младших медицинских специалистов войскового (флотского) звена медицинской службы | 3 — 17 августа  | Ташкент                                               | 11               | Азербайджан · Ангола · Армения · Беларусь · Вьетнам · Зимбабве · Казахстан · Мьянма · Россия · Таджикистан · Узбекистан | Узбекистан · Казахстан · Россия                                                               |
| Полевая кухня                     | Конкурс между специалистами продовольственной службы | 3 — 15 августа  | Московская область, полигон «Алабино»                 | 10               | Азербайджан · Армения · Беларусь · Вьетнам · Казахстан · Монголия · Россия · Узбекистан · Шри-Ланка · ЮАР | Россия · Беларусь · Казахстан · Узбекистан                                                    |
| Мастера автобронетанковой техники | Соревнование среди экипажей автотехнического обеспечения | 3 — 17 августа  | Воронежская область, Острогожск                       | 5                | Венесуэла · Египет · Китай · Лаос · Россия | Россия · Китай · Венесуэла                                                                    |
| Мастера артиллерийского огня      | Конкурс для артиллерийских расчётов | 3 — 17 августа  | Жамбылская область, полигон «Гвардейский»             | 12               | Азербайджан · Армения · Беларусь · Венесуэла · Зимбабве · Иран · Казахстан Кыргызстан · Россия · Сирия · Таджикистан · Узбекистан                                                                                                   | Казахстан · Россия · Узбекистан                                                               |
| Морской десант                    | Соревнование подразделений морской пехоты | 3 — 17 августа  | Калининградская область, Балтийск, полигон «Хмелевка» | 4                | Венесуэла · Иран · Китай · Россия | Россия · Китай · Иран                                                                         |
| Кубок моря                        | Соревнование для экипажей надводных кораблей в Чёрном и Каспийском морях                                                                                             | 3 — 17 августа  | Баку                                                  | 4                | Азербайджан · Иран · Казахстан · Россия | Азербайджан · Россия · Казахстан                                                              |
| Авиадартс                         | Соревнование для лётных экипажей военно-воздушных сил | 3 — 17 августа  | Рязанская область, полигон «Дубровичи»                | 4                | Беларусь · Казахстан · Китай · Россия | Россия · Китай · Беларусь · Казахстан                                                         |
| Десантный взвод                   | Конкурс среди подразделений воздушно-десантных войск (аналогичных по предназначению подразделений)                                                                   | 3 — 17 августа  | Псковская область, полигон «Струги Красные»           | 21               | Ангола · Армения · Алжир · Беларусь · Венесуэла · Иран · Казахстан · Камбоджа · Кыргызстан · Китай · Куба · Марокко · Мали · Россия · Республика Абхазия · Сирия · Судан · Таджикистан · Шри-Ланка · ЮАР · Южная Осетия             | Россия · Беларусь · Китай                                                                     |
| Глубина                           | Конкурс среди расчётов водолазов | 3 — 17 августа  | Хормозган, остров Киш                                 | 6                | Венесуэла · Иран · Китай · Россия · Сирия · ЮАР | Россия · Китай · Иран                                                                         |
| Военное ралли                     | Марш армейских внедорожников протяжённостью более 1000 километров)                                                                                                   | 4 — 10 августа  | Кызыл, полигон «Кара-Хаак»                            | 5                | Беларусь · Китай · Россия · Сербия · Узбекистан | Россия · Китай · Беларусь · Сербия                                                            |
| Дорожный патруль                  | Соревнование военной автоинспекции | 3 — 17 августа  | Флаг Ирана                                            | 4                | Армения · Иран · Россия · Узбекистан | Иран · Россия · Узбекистан                                                                    |
| Страж порядка                     | Соревнование военных полицейских с использованием полосы препятствий «Гонка героев»                                                                                  | 4 — 10 августа  | Московская область, полигон «Алабино»                 | 3                | Армения · Иран · Россия | Россия · Иран · Армения                                                                       |
| Воин мира                         | Военно-профессиональное мастерство военнослужащих стран СНГ | 3 — 17 августа  | Тавушская область, Дилижан                            | 6                | Армения · Беларусь · Греция · Иран · Казахстан · Россия | Армения · Россия · Казахстан                                                                  |
| Соколиная охота                   | Соревнования расчётов беспилотных летательных аппаратов | 3 — 17 августа  | Жамбылская область, полигон «Гвардейский»             | 4                | Беларусь · Иран · Казахстан · Россия | Казахстан · Россия · Беларусь                                                                 |
| Уверенный приём                   | Конкурс воинов-связистов | 3 — 17 августа  | Жамбылская область, полигон «Гвардейский»             | 5                | Армения · Беларусь · Казахстан · Китай · Россия | Казахстан · Россия · Китай                                                                    |
| Аварийный район                   | Конкурс с участием спасательных и специальных подразделений | 10 — 15 августа | Московская область, Можайск и Сергиев Посад           | 4                | Ангола · Вьетнам · Россия · ЮАР | Россия · Вьетнам                                                                              |
| Конный марафон                    | Конкурс с участием кавалерийских подразделений | 3 — 8 августа   | Улан-Батор, полигон «Таван Толгой»                    | 4                | Казахстан · Кыргызстан · Монголия · Россия | Монголия · Казахстан · Кыргызстан · Россия                                                    |
| Саянский марш                     | Конкурс с участием горных подразделений | 17 — 21 февраля | Красноярский край, центр горной подготовки «Ергаки»   | 3                | Ангола · Россия · Таджикистан · | Россия · Таджикистан · Ангола                                                                 |
| Полярная звезда                   | Конкурс подразделений специального назначения | 3 — 17 августа  | Брест                                                 | 2                | Беларусь · Россия | Беларусь · Россия                                                                             |

Примечание 1. Курсивом обозначены конкурсы, которые проводятся впервые в рамках Армейских международных игр.
Примечание 2. Полужирным обозначены организаторы конкурса. 

Примечание 3. Полужирным курсивом обозначены команды, участвующие впервые.

## Медальный зачет и рейтинг команд[32]
| Общее количество медалей | Общее количество медалей | Общее количество медалей | Общее количество медалей | Общее количество медалей | Общее количество медалей | Общее количество медалей |
| Место                    | Страна                   | Количество конкурсов     | Золото                   | Серебро                  | Бронза                   | Всего                    |
| ------------------------ | ------------------------ | ------------------------ | ------------------------ | ------------------------ | ------------------------ | ------------------------ |
| 1                        | Россия                   | 32                       | 16                       | 12                       | 3                        | 31                       |
| 2                        | Китай                    | 15                       | 4                        | 6                        | 2                        | 12                       |
| 3                        | Казахстан                | 16                       | 3                        | 3                        | 9                        | 15                       |
| 4                        | Беларусь                 | 18                       | 2                        | 7                        | 4                        | 13                       |
| 5                        | Узбекистан               | 14                       | 2                        | 4                        | 5                        | 11                       |
| 6                        | Иран                     | 13                       | 1                        | 1                        | 4                        | 6                        |
| 7                        | Армения                  | 13                       | 1                        | 0                        | 1                        | 2                        |
| 8                        | Азербайджан              | 6                        | 1                        | 0                        | 0                        | 1                        |
| 9                        | Монголия                 | 5                        | 1                        | 0                        | 0                        | 1                        |
| 10                       | Индия                    | 3                        | 1                        | 0                        | 0                        | 1                        |
| 11                       | Вьетнам                  | 7                        | 0                        | 2                        | 2                        | 4                        |
| 12                       | Таджикистан              | 6                        | 0                        | 1                        | 0                        | 1                        |
| 13                       | Венесуэла                | 10                       | 0                        | 0                        | 1                        | 1                        |
| 14                       | Кыргызстан               | 6                        | 0                        | 0                        | 1                        | 1                        |
| 15                       | Ангола                   | 5                        | 0                        | 0                        | 1                        | 1                        |
| 16                       | Лаос                     | 4                        | 0                        | 0                        | 1                        | 1                        |
| 17                       | Сербия                   | 2                        | 0                        | 0                        | 1                        | 1                        |
| 18                       | Куба                     | 2                        | 0                        | 0                        | 1                        | 1                        |

| Место | Страна             | Количество конкурсов | Занятые места на конкурсах |
| ----- | ------------------ | -------------------- | -------------------------- |
| 19    | Египет             | 3                    | 4/5/6                      |
| 20    | Алжир              | 2                    | 4/6                        |
| 21    | Уганда             | 1                    | 4                          |
| 22    | Республика Конго   | 1                    | 4                          |
| 23    | Зимбабве           | 4                    | 5/9/11/20                  |
| 24    | Мьянма             | 3                    | 5/5/15                     |
| 25    | Пакистан           | 2                    | 5/7                        |
| 26    | ЮАР                | 2                    | 5/9                        |
| 27    | Марокко            | 2                    | 5/19                       |
| 28    | Сирия              | 4                    | 6/9/11/12                  |
| 29    | Кувейт             | 1                    | 6                          |
| 30    | Греция             | 1                    | 6                          |
| 31    | Судан              | 2                    | 8/8                        |
| 32    | Шри-Ланка          | 2                    | 8/21                       |
| 33    | Бангладеш          | 1                    | 16                         |
| 34    | Камбоджа           | 2                    | -                          |
| 35    | Иордания           | 1                    | -                          |
| 36    | Мали               | 1                    | -                          |
| 37    | Мозамбик           | 1                    | -                          |
| 38    | Южная Осетия       | 1                    | -                          |
| 39    | Республика Абхазия | 1                    | -                          |